# Еллісон Інґрем
Еллісон Інґрем (англ. Allyson Ingram; нар. 1 січня 1963) — колишня американська тенісистка.
Найвищу одиночну позицію світового рейтингу — 304 місце досягла Sep 26, 1988, парну — 256 місце — Aug 15, 1988 року.

## Фінали ITF

### Парний розряд: 1 (0–1)
| Результат | Ранг | Дата     | Турнір        | Покриття | Партнерка     | Суперниці                     | Рахунок  |
| --------- | ---- | -------- | ------------- | -------- | ------------- | ----------------------------- | -------- |
| Поразка   | 1.   | Сер 1988 | ITF Йорк, США | Тверде   | Дженніфер Янг | Белінда Кордвелл Крістін Кунс | 3–6, 1–6 |